# 1099 هـ
ألف وتسعة وتسعون 1099 هـ هي سنة في التقويم الهجري امتدت مقابلةً في التقويم الميلادي بين سنتي 1687 و1688.

نادر شاه

## مواليد
- محمد بن إسماعيل الصنعاني.
- نادر شاه

## وفيات
- أباظة سياوش باشا
- صويولجي
- عبد الباقي الزرقاني
- عبد الحي طرز الريحان